# 신선대역
신선대역(Sinseondae station, 神仙臺驛)은 부산광역시 남구에 있는 우암선의 컨테이너화물취급 전용 철도역이다. 인근에 신선대가 있어 그에 따라 역명을 제정하였으며, 감만부두 및 신선대부두의 컨테이너 화물 운송 업무를 맡았으나, 현재 화물 취급이 중지된 상태이다.

## 주변 정보
- 감만부두
- 한진컨테이너
- 항운노동조합
- 국제통운컨테이너
- 대한통운CY

## 연혁
- 1995년 3월 11일 : 신선대부두 철송장 개설
- 1995년 3월 16일 : 역사 신축 준공
- 1997년 12월 31일 : 감만부두 철송장 개설
- 1998년 4월 1일 : 배치간이역으로 영업 개시
- 1999년 2월 25일 : 보통역으로 승격[1]
- 2015년 5월 29일 : 화물 취급 중지[2]